# Bartolomeu de Edessa
Bartolomeu de Edessa foi um apologista e um polêmico. Não se sabe onde ele nasceu com certeza, mas é provável que tenha sido em Edessa, na Mesopotâmia, ou em alguma cidade nas redondezas, pois ele certamente foi monge ali. Em sua refutação a Agarenus, ele chama a si mesmo de "o monge de Edessa". Atualmente, acredita-se que ele seja do século XIII.

## Obras
Há uma obra sua escrita em grego que é dirigida contra um tal de Agarenus, um muçulmano. O começo da refutação se perdeu e o título, dado por Le Moyne , é Elenchus et Confutatio Agareni. Ela pode ser lida na coleção de Migne, a Patrologia Graeca. O tratado, como existe hoje, inicia-se com uma afirmação das objeções dos muçulmanos contra o cristianismo, entre elas os dogmas da Trindade, da Encarnação e da Confissão. Bartolomeu então dá suas respostas e faz contra-acusações contra os muçulmanos e à sua revelação.
As principais linhas de argumentação foram retiradas da vida do próprio profeta. Bartolomeu mostra que nada, seja em sua ascendência, educação ou história de vida, demonstra qualquer missão divina. A partir daí ele conclui que Maomé seria um impostor, pregando sem nenhuma credencial divina.
Bartolomeu demonstra estar familiarizado não apenas com os pontos de vista cristãos que ele defenda, mas também com a posição de seus adversários. Ele conhece os costumes, práticas e crenças dos árabes e se gaba de ter lido todos os seus livros. Um segundo tratado, chamado "Contra Muhammedum", também está na obra de Migne. Porém, apesar das diversas similaridades, explicáveis de outra forma que não pela mesma autoria, já as diferenças são tais que demonstram que a atribuição a Bartolomeu é injustificada. Entre elas estão os nomes e a quantidade das esposas e filhos de Maomé, o editor do Corão e o monge nestoriano que havia ensinado o cristianismo ao Profeta.